# Cyclopentanepentone
La cyclopentanepentone ou acide leuconique est un composé organique de formule C5O5,  soit la quintuple cétone du cyclopentane. C'est un oxyde de carbone, le pentamère du monoxyde de carbone.
En 2000, ce composé n'a pas encore été synthétisé en quantité mais il y a eu des rapports de traces en synthèse,,.

## Composés apparentés
La cyclopentanepentone peut être vue comme l'équivalent neutre des anions croconates,  C5O52−.
Le composé référencé dans la littérature et le commerce comme la « cyclopentanepentone pentahydrate » (C5O5·5H2O) est probablement le décahydroxycyclopentane (C5(OH)10),.